# Рыжая Соня (фильм, 2025)
«Рыжая Соня» (англ. Red Sonja) — американский художественный фильм режиссёра М.Дж. Бассетт по сценарию Таши Хуо, основанный на комиксах об одноимённой героине, в разное время выпускавшихся Marvel Comics и Dynamite Entertainment. Главные роли в фильме исполнили Матильда Лутц, Уоллис Дэй, Роберт Шиэн, Рона Митра и Вероника Феррес.
В России фильм вышел в прокат 31 июля 2025 года, в США — 15 августа.

## Сюжет
Подробности сюжета держатся в тайне. По предварительной информации Рыжая Соня отправится в поход ради спасения мира от колдуньи Гедрен.

## В ролях
- Матильда Лутц — Рыжая Соня
- Уоллис Дэй — Аннисия[5]
- Роберт Шиэн — Дрейган[5]
- Майкл Биспинг — Ястреб
- Мартин Форд — генерал Карлак
- Элиза Матэнгу — Амарак
- Вероника Феррес — Ашера и мать Рыжей Сони.

Кроме того, на нераскрытые роли были приглашены Рона Митра, Кейт Николс, Катрина Дурден, Манал Эль-Фейтури и Даника Дэвис.

## Производство
Второй фильм «Рыжая Соня» находился в разработке в течение нескольких лет. В 2008 году Роберт Родригес работал над версией, в которой главную роль должна была сыграть Роуз Макгоуэн. Однако к 2009 году проект Родригеса был свёрнут, а в феврале 2010 года правообладатели Nu Image приступили к работе над новым фильмом, режиссёром которого станет Саймон Уэст. Продюсер Ави Лернер заявил, что хотел бы видеть Эмбер Херд в роли Сони после работы с ней в фильме «Сумасшедшая езда». По словам Лернера, фильм будет сниматься до сиквела «Конана-варвара».
В августе 2012 года на премьере фильма «Неудержимые 2» Уэст заявил, что работа над фильмом продолжается и скоро состоится премьера. 26 февраля 2015 года Кристофер Космос стал автором сценария фильма. По информации Deadline, компания Millennium Films снимет новый фильм «Рыжая Соня». Автор сценария — Эшли Миллер.
В октябре 2018 года стало известно, что режиссёром фильма станет Брайан Сингер. 11 февраля 2019 года компания Millennium Films объявила, что «Рыжая Соня» больше не входит в список её фильмов из-за недавних обвинений Сингера в сексуальном насилии. В марте 2019 года Лернер отказался от участия в проекте, поскольку не смог найти дистрибьютора для фильма. В июне 2019 года Джоуи Солоуэй стала автором сценария и режиссёром фильма.
В феврале 2021 года Таша Хуо была нанята для написания сценария вместе с Солоуэй, и начался кастинг. К маю Ханна Джон-Кеймен была утверждена на главную роль. В марте 2022 года Джон-Камен и Солоуэй покинули проект, а М. Дж. Бассетт заменил Солоуэй на посту режиссёра. В августе того же года компания Millennium подтвердила, что производство фильма началось в Софии, а главную роль сыграет Матильда Лутц. В сентябре 2022 года Оливер Тревена должен был сыграть роль Тр’аала.
В октябре 2022 года на неизвестную роль была приглашена Рона Митра, а Тревена покинул фильм из-за конфликта графиков. В ноябре 2022 года на роль Ашеры и матери Рыжей Сони была приглашена Вероника Феррес. 12 ноября 2022 года стало известно, что съёмки продолжаются уже две недели на студии в пригороде Салоников Терми, и там же будет завершён постпродакшн. В феврале 2023 года Кейт Николс, Катрина Дерден, Манал Эль-Фейтури и Даника Дэвис были приглашены на нераскрытые роли, а Элисон Маккош и Клинт Уоллес стали художниками по костюмам и художниками-постановщиками соответственно.
Фильм основан на персонаже Dynamite Entertainment. В этих комиксах была представлена концепция, согласно которой оригинальная Соня из Marvel Comics была убита и заменена «реинкарнацией» от Dynamite. Люк Либерман будет выступать в качестве продюсера от Red Sonja LLC, а Ник Барруччи — в качестве исполнительного продюсера от Dynamite Entertainment.
В июле 2023 года продюсер фильма Люк Либерман заявил, что выход фильма ожидается «в первом или втором квартале 2024 года». На фестивале San Diego Comic-Con 2023 года был представлен тизер-трейлер, приуроченный к 50-летию персонажа.
К 17 февраля 2025 года компания Signature Entertainment приобрела права на прокат фильма в Великобритании и Ирландии и запланировала кинопремьеру на конец 2025 года.